# Chrono des Nations-Les Herbiers-Vendée féminin 2005
La 19e édition du Chrono des Nations-Les Herbiers-Vendée féminin a eu lieu le 16 octobre 2005. La course fait partie du calendrier international féminin UCI 2005 en catégorie 1.1. Elle est remportée par la Française Edwige Pitel.

## Classements

### Classement final
| \| Classement général \| Classement général \| Classement général \| Classement général \| Classement général \| \| Coureur \| Coureur \| Pays \| Équipe \| Temps \| \| ------------------ \| --------------------- \| ------------------ \| ------------------------------ \| ------------------ \| \| 1re \| Edwige Pitel \| France \| \| 29 min 00 s \| \| 2e \| Priska Doppmann \| Suisse \| Univega Pro Cycling Team \| + 34 s \| \| 3e \| Marina Jaunâtre \| France \| \| + 1 min 08 s \| \| 4e \| Larissa Kleinmann \| Allemagne \| Team Stuttgart \| + 1 min 16 s \| \| 5e \| Joane Somarriba \| Espagne \| Bizkaia-Panda Software-Durango \| + 1 min 49 s \| \| 6e \| Magalie Finot-Laivier \| France \| \| + 2 min 04 s \| \| 7e \| Ludivine Henrion \| Belgique \| Therme Skin Care \| + 3 min 16 s \| \| 8e \| Marie-Laure Cloarec \| France \| \| + 3 min 35 s \| \| 9e \| Emmanuelle Merlot \| France \| \| + 3 min 58 s \| \| 10e \| Julie Dhéruelle \| France \| \| + 4 min 12 s \| |                       |           |                                |              |
| |                       |           |                                |              |
| |                       |           |                                |              |
| Classement général |                       |           |                                |              |
| Coureur | Coureur               | Pays      | Équipe                         | Temps        |
| 1re | Edwige Pitel          | France    |                                | 29 min 00 s  |
| 2e | Priska Doppmann       | Suisse    | Univega Pro Cycling Team       | + 34 s       |
| 3e | Marina Jaunâtre       | France    |                                | + 1 min 08 s |
| 4e | Larissa Kleinmann     | Allemagne | Team Stuttgart                 | + 1 min 16 s |
| 5e | Joane Somarriba       | Espagne   | Bizkaia-Panda Software-Durango | + 1 min 49 s |
| 6e | Magalie Finot-Laivier | France    |                                | + 2 min 04 s |
| 7e | Ludivine Henrion      | Belgique  | Therme Skin Care               | + 3 min 16 s |
| 8e | Marie-Laure Cloarec   | France    |                                | + 3 min 35 s |
| 9e | Emmanuelle Merlot     | France    |                                | + 3 min 58 s |
| 10e | Julie Dhéruelle       | France    |                                | + 4 min 12 s |